# Kastriot Imeri
Kastriot Imeri (Genève, 27 juni 2000) is een Zwitsers-Kosovaars voetballer die doorgaans speelt als middenvelder. In augustus 2022 verruilde hij Servette voor Young Boys. Imeri maakte in 2021 zijn debuut in het Zwitsers voetbalelftal.

## Clubcarrière
Imeri begon in 2005 met voetballen in de jeugd van Meyrin. Hier speelde hij tot 2013, toen hij de overstap maakte naar de opleiding van Servette. Zijn professionele debuut maakte de middenvelder op 3 juni 2017, toen door een doelpunt van Jean-Pierre Nsame met 0–1 gewonnen werd van Le Mont in de Challenge League. Imeri moest van coach Meho Kodro op de bank beginnen en viel tien minuten voor tijd in voor Edwin Castro. Zijn eerste doelpunt volgde een seizoen later, op 24 februari 2018, tijdens een thuiswedstrijd tegen FC Aarau. Na treffers van Mychell Chagas, Boris Céspedes en Willie bepaalde Imeri de eindstand op 4–0. Aan het einde van het seizoen 2018/19 kroonde Servette zich tot kampioen op het tweede niveau, waardoor de club promoveerde naar de Super League. In oktober 2020 tekende Imeri een nieuw contract tot Servette, welke zou lopen tot en met het seizoen 2022/23. In de zomer van 2022 maakte de middenvelder de overstap naar Young Boys, waar hij zijn handtekening zette onder een verbintenis voor de duur van vier seizoenen.

## Clubstatistieken
| Seizoen | Club       | Competitie       | Competitie | Competitie | Beker | Beker | Internationaal | Internationaal | Totaal | Totaal |
| Seizoen | Club       | Competitie       | Wed.       | Dlp.       | Wed.  | Dlp.  | Wed.           | Dlp.           | Wed.   | Dlp.   |
| ------- | ---------- | ---------------- | ---------- | ---------- | ----- | ----- | -------------- | -------------- | ------ | ------ |
| 2016/17 | Servette   | Challenge League | 1          | 0          | 0     | 0     | —              | —              | 1      | 0      |
| 2017/18 | Servette   | Challenge League | 26         | 1          | 1     | 0     | —              | —              | 27     | 1      |
| 2018/19 | Servette   | Challenge League | 29         | 3          | 0     | 0     | —              | —              | 29     | 3      |
| 2019/20 | Servette   | Super League     | 24         | 1          | 1     | 0     | —              | —              | 25     | 1      |
| 2020/21 | Servette   | Super League     | 29         | 1          | 3     | 2     | 2              | 0              | 34     | 3      |
| 2021/22 | Servette   | Super League     | 26         | 11         | 2     | 0     | 1              | 0              | 29     | 11     |
| 2022/23 | Young Boys | Super League     | 27         | 5          | 4     | 1     | 1              | 0              | 32     | 6      |
| 2023/24 | Young Boys | Super League     | 10         | 0          | 1     | 1     | 2              | 0              | 13     | 1      |
| 2024/25 | Young Boys | Super League     | 20         | 1          | 1     | 0     | 5              | 1              | 26     | 2      |
| Totaal  | Totaal     | Totaal           | 192        | 23         | 13    | 4     | 11             | 1              | 216    | 28     |

Bijgewerkt op 9 april 2025.

## Interlandcarrière
Imeri maakte zijn debuut in het Zwitsers voetbalelftal op 12 november 2021, tijdens een kwalificatiewedstrijd voor het WK 2022 tegen Italië. De Zwitsers kwamen op voorsprong door een treffer van Silvan Widmer, maar uiteindelijk werd het door een doelpunt van Giovanni Di Lorenzo 1–1. Imeri moest van bondscoach Murat Yakin op de reservebank beginnen en mocht eenentwintig minuten voor het einde van de wedstrijd invallen voor Renato Steffen.
| Interlands van Kastriot Imeri voor Zwitserland | Interlands van Kastriot Imeri voor Zwitserland | Interlands van Kastriot Imeri voor Zwitserland | Interlands van Kastriot Imeri voor Zwitserland | Interlands van Kastriot Imeri voor Zwitserland | Interlands van Kastriot Imeri voor Zwitserland |
| №                                              | Datum                                          | Wedstrijd                                      | Uitslag                                        | Competitie                                     | Goals                                          |
| Als speler bij Servette                        | Als speler bij Servette                        | Als speler bij Servette                        | Als speler bij Servette                        | Als speler bij Servette                        | Als speler bij Servette                        |
| ---------------------------------------------- | ---------------------------------------------- | ---------------------------------------------- | ---------------------------------------------- | ---------------------------------------------- | ---------------------------------------------- |
| 1                                              | 12 november 2021                               | Italië – Zwitserland                           | 1 – 1                                          | WK 2022 kwalificatie                           |                                                |

Bijgewerkt op 9 april 2025.

## Erelijst
| Competitie       |          |                  |          |          |
| Competitie       | Aantal   | Jaren            |          |          |
| Servette         | Servette | Servette         | Servette | Servette |
| ---------------- | -------- | ---------------- | -------- | -------- |
| Challenge League | 1        | 2018/19          |          |          |
| Young Boys       |          |                  |          |          |
| Super League     | 2        | 2022/23, 2023/24 |          |          |
| Schweizer Pokal  | 1        | 2022/23          |          |          |